# Hypagyrtis nubecularia
Hypagyrtis nubecularia är en fjäril som beskrevs av Achille Guenée 1858. Arten ingår i släktet Hypagyrtis och familjen mätare. Inga underarter finns listade i Catalogue of Life.